# Void/Breaker
Void Breaker é um jogo de tiro em primeira pessoa, desenvolvido pelo estúdio britânico Stubby Games, sediado em Burgess Hill, Inglaterra, e publicado pela Playstack. Lançado em agosto de 2025 via programa Game Preview para PC Game Pass, o título destaca-se por sua destruição ambiental dinâmica e estilo de jogo baseado em escolhas táticas a cada tentativa.

## Jogabilidade
Em cada execução, o jogador enfrenta caminhos distintos após cada morte — escolher riscos maiores pode trazer recompensas maiores. A destruição do ambiente é central, permitindo desabar construções e atordoar inimigos para sobreviver.

## Desenvolvimento e lançamento
O jogo foi desenvolvido como um projeto solo por Daniel Stubbington, criador de The Entropy Centre (2022). A Playstack é responsável pela publicação, e o título foi lançado em Game Preview exclusivamente para PC via Game Pass em agosto de 2025.